# Superclasse (tassonomia)
Negli studi di classificazione scientifica delle forme viventi, una superclasse è una categoria tassonomica intermedia tra il Phylum (o la Divisione) e la Classe.